# 6686 Hernius
6686 Hernius eller 1979 QC2 är en asteroid i huvudbältet som upptäcktes den 22 augusti 1979 av den svenske astronomen Claes-Ingvar Lagerkvist vid La Silla-observatoriet i Chile. Den är uppkallad efter den svenske astronomen Olof Hernius.
Asteroiden har en diameter på ungefär 8 kilometer och den tillhör asteroidgruppen Koronis.